# دشيرة رمادية
دشيرة رمادية (الاسم العلمي: Dasychira grisefacta) هي نوع من الحشرات تتبع جنس الدشيرة من الفصيلة الأربوسية.